# Mindre vitbandvecklare
Mindre vitbandvecklare (Periclepsis cinctana) är en fjärilsart som först beskrevs av Michael Denis och Ignaz Schiffermüller 1775.  Mindre vitbandvecklare ingår i släktet Periclepsis, och familjen vecklare. Arten är reproducerande i Sverige.